# Tournoi de Malaisie de rugby à sept
Le Tournoi de Malaisie de rugby à sept (Malaysie sevens) est un tournoi de rugby à sept disputé en Malaisie à Kuala Lumpur depuis 2001 et comptant comme une étape des séries mondiales masculines de rugby à sept entre 2001 et 2002.

## Historique
Les tournois se déroulent au Petaling Jaya Stadium de Kuala Lumpur en 2001, 2002, 2013 et 2014 et au Likas Stadium de Kota Kinabalu entre 2009 et 2012. Le tournoi est inscrit comme étape des séries mondiales masculines de rugby à sept sur deux éditions entre 2001 et 2002.

## Palmarès
Étapes des séries mondiales masculines de rugby à sept
| Année     | Stade                               | Cup              | Cup     | Cup              | Plate      | Bowl         | Shield    |
| Année     | Stade                               | Vainqueur        | Score   | Finaliste        | Vainqueur  | Vainqueur    | Vainqueur |
| --------- | ----------------------------------- | ---------------- | ------- | ---------------- | ---------- | ------------ | --------- |
| 2000-2001 | Petaling Jaya Stadium, Kuala Lumpur | Australie        | 19 – 17 | Nouvelle-Zélande | Samoa      | Corée du Sud | -         |
| 2001-2002 | Petaling Jaya Stadium, Kuala Lumpur | Nouvelle-Zélande | 25 – 9  | Afrique du Sud   | Angleterre | Écosse       | Japon     |

Étapes des Asian Series